# Władimir Borisienko
Władimir Aleksandrowicz Borisienko (ros. Владимир Александрович Борисенко, biał. Уладзімір Аляксандравіч Барысенка, ur. 12 stycznia?/25 stycznia 1912 we wsi Piennica obecnie w obwodzie homelskim, zm. 14 kwietnia 1993 w Petersburgu) – radziecki wojskowy, pułkownik, Bohater Związku Radzieckiego (1944).

## Życiorys
Miał wykształcenie niepełne średnie, pracował w fabryce w Mozyrzu, od 1931 służył w Armii Czerwonej, w 1937 ukończył szkołę artylerii w Sumach. We wrześniu 1939 uczestniczył w agresji ZSRR na Polskę, a 1939/1940 w wojnie z Finlandią, od 1939 należał do WKP(b), od 1941 walczył w wojnie z Niemcami. Jako dowódca 1428 pułku artylerii lekkiej 65 Brygady Artylerii Lekkiej 18 Dywizji Artylerii 3 Korpusu Artylerii 2 Armii Uderzeniowej Frontu Leningradzkiego w stopniu majora w walkach w obwodzie leningradzkim 13-14 lutego 1944 przyczynił się do odparcia 10 kontrataków wroga i zadania mu poważnych strat; został wówczas ranny. W 1950 ukończył Wyższą Oficerską Szkołę Artylerii, w 1957 zakończył służbę w stopniu pułkownika.

## Odznaczenia
- Złota Gwiazda Bohatera Związku Radzieckiego (1 lipca 1944)
- Order Lenina (1 lipca 1944)
- Order Czerwonego Sztandaru (dwukrotnie)
- Order Wojny Ojczyźnianej I klasy
- Order Czerwonej Gwiazdy

I medale.